# Genesee
Genesee – rzeka w USA. Nazwa pochodzi z języka lokalnych plemion indiańskich  i znaczy pogodna dolina.
Rzeka płynie na północ przez stan Nowy Jork i uchodzi do jeziora Ontario w okolicach Rochester.